# Piper tepuiense
Piper tepuiense är en pepparväxtart som beskrevs av J.A. Steyermark. Piper tepuiense ingår i släktet Piper och familjen pepparväxter. Inga underarter finns listade i Catalogue of Life.